# マシュー・サード・ムハマド
マシュー・サード・ムハマド（Matthew Saad Muhammad、1954年6月16日 - 2014年5月25日）は、アメリカ合衆国の男性プロボクサー。ペンシルベニア州フィラデルフィア出身。イスラム教に改宗以前の本名はマックスウェル・アントニオ・ローチ（Maxwell Antonio Loach）。第10代WBC世界ライトヘビー級王者。無敵を誇ったライトヘビー級王者時代の愛称はMiracle(奇跡の男)。

## 来歴
1974年1月14日、故郷フィラデルフィアのスペクトラムでマシューはライトヘビー級のウェイトでプロデビューを果たし2回TKO勝ちを収め白星でデビューを飾った。
1974年5月22日、ジョー・ミドルトンと対戦し5回TKO勝ちを収めた。
1974年9月10日、ロイド・リチャードソンと対戦し4回TKO勝ちを収めた。
1974年10月22日、ジョー・ミドルトンと5ヶ月ぶりに対戦し2回1分32秒TKO勝ちを収めた。
1974年12月10日、ブルー・ホライズンでウェイン・マクギーと対戦し初黒星となる6回判定負けを喫した。
1975年2月25日、ブルー・ホライズンでバンデル・ウッズと対戦し6回55秒KO勝ちを収めた。
1975年7月24日、ルーセベルト・ブラウンと対戦し4回TKO勝ちを収めた。
1975年10月21日、ウェイン・マクギーと10ヶ月ぶりに対戦し6回引き分けに終わった。
1976年5月21日、ミランのパラッゾ・デッロ・スオートで後のWBC世界ライトヘビー級王者メート・パルロフと対戦しパルロフに初黒星を付ける8回判定勝ちを収めた。
1976年7月17日、後のWBCとIBFの双方で初代世界クルーザー級王者になるマービン・カメルと対戦し10回判定勝ちを収めた。
1976年10月23日、マービン・カメルと3ヶ月ぶりに対戦し10回0-2(91-100、96-98、96-96)の判定負けを喫した。
1976年12月3日、メート・パルロフと7ヶ月ぶりに対戦し10回引き分けに終わった。
1977年3月11日、後のWBA世界ライトヘビー級王者エディ・ムスタファ・ムハマドと対戦し10回判定負けを喫した。
1977年6月23日、エド・ターナーと対戦し6回53秒KO勝ちを収めた。
1977年7月26日、後のライトヘビー級2冠王者でNABF北米ライトヘビー級王座決定戦としてマービン・ジョンソンと対戦し最終12回1分12秒大逆転TKO勝ちを収め王座獲得に成功した。
1977年9月17日、スペクトラムでビリー・ダグラスと対戦し6回TKO勝ちを収め初防衛に成功した。
1978年2月10日、リッチー・カテスと対戦し6回1分35秒TKO勝ちを収め2度目の防衛に成功した。
1978年6月19日、ダーレ・グラントと対戦し5回1分10秒TKO勝ちを収めた。
1978年8月16日、フレッド・ブライトと対戦し8回1分18秒TKO勝ちを収めた。
1978年10月24日、スペクトラムでヤクイ・ロペスと対戦し11回2分59秒TKO勝ちを収め3度目の防衛に成功した。
1979年4月22日、インディアナポリスのマーケット・スクエアー・アリーナでWBC世界ライトヘビー級王者マービン・ジョンソンと対戦し8回TKO勝ちを収め王座獲得に成功した。
1979年8月18日、アトランティックシティのリゾーツ・インターナショナル・アトランティックシティで元WBC世界ライトヘビー級王者ジョン・コンテと対戦し15回3-0(146-142、144-143、146-141)の判定勝ちを収め薄氷の初防衛に成功した。
1980年3月29日、リゾーツ・インターナショナル・アトランティックシティでジョン・コンテと7ヶ月ぶりにダイレクトリマッチで対戦し4回2分27秒TKO勝ちを収め2度目の防衛に成功した。
1980年5月11日、ルイス・ペルグラウンドと対戦し5回1分19秒TKO勝ちを収め3度目の防衛に成功した。
1980年7月13日、ヤクイ・ロペスと対戦。苦戦はしたものの14回2分3秒TKO勝ちを収め4度目の防衛に成功した。
1980年11月28日、ルッティー・ムワレと対戦し4回2分25秒KO勝ちを収め5度目の防衛に成功した。
1981年2月28日、ヴォンゼル・ジョンソンと対戦し11回2分23秒TKO勝ちを収め6度目の防衛に成功した。
1981年4月25日、後の初代IBF世界スーパーミドル級王者マレイ・サザーランドとリゾーツ・インターナショナル・アトランティックシティで対戦し9回1分16秒逆転KO勝ちを収め7度目の防衛に成功した。
1981年9月26日、ジェリー・マーティンと対戦し11回28秒TKO勝ちを収め8度目の防衛に成功した。
1981年12月19日、アトランティックシティのプレイボーイ・ホテル・アンド・カジノでドワイト・ムハマド・カウィと対戦し10回2分54秒TKO負けを喫し9度目の防衛に失敗し王座から陥落した。
1982年4月17日、ピート・マクインターと対戦し2回2分28秒TKO勝ちを収め復帰戦を白星で飾った。
1982年8月7日、スペクトラムでWBC世界ライトヘビー級王者ドワイト・ムハマド・カウィと8ヶ月ぶりに再戦し6回1分23秒TKO負けを喫し8ヶ月ぶりの王座返り咲きに失敗した。
1983年3月23日、エリック・ウィンバッシュと対戦し3回1分53秒TKO負けを喫した。
1984年2月11日、NABF北米ライトヘビー級王者ウィーリー・エドワーズと対戦し11回TKO負けを喫し王座獲得に失敗した。試合後マシューは1度目の引退を表明した。
1986年1月10日、クリス・ウェラースと対戦し6回40秒TKO勝ちを収め2年ぶりの復帰戦を白星で飾った。
1986年2月21日、後のIBF世界クルーザー級王者ユーライア・グラントと対戦し10回判定負けを喫した。
1986年11月16日、トーマス・ポロ・ルイスと対戦し10回判定勝ちを収めた。
1987年1月30日、パット・シュトラーチャンと対戦し10回0-3(2者が96-97、97-98)の判定負けを喫した。
1987年6月26日、ジェームス・コアクリーと対戦し3回KO勝ちを収めた。
1988年10月21日、フランキー・スウィンデルと対戦し初回2分33秒TKO負けを喫した。
1989年10月24日、ケルビン・ワンスタッフと対戦し8回0-1(76-76、75-77、77-77)の引き分けに終わった。
1990年2月16日、ハンブルクのスポッザーレで後のWBO世界クルーザー級王者マルクス・ボットと対戦し3回TKO負けを喫した。
1991年2月26日、エド・マックと対戦し8回判定負けを喫した。
1991年5月9日、ノヴィ・サドでアントン・ジョシポビッチと対戦し8回判定負けを喫した。
1991年8月15日、ゴヴォナー・チャヴァースと対戦し初回KO勝ちを収めた。
1991年10月5日、マイケル・グリーンと対戦し8回判定負けを喫した。
1991年10月29日、アンドリュー・メイナルドと対戦し3回20秒TKO負けを喫した。
1992年3月21日、ジェイソン・ワーラーと対戦し2回KO負けを喫した試合を最後に現役を引退した。
引退後はトレーナーとして主に世界戦で戦ったアトランティックシティでトレーナーを務めた。
1998年ライトヘビー級クラス最強だったことが評価されて引退から8年の速さでマシューを国際ボクシング名誉の殿堂博物館のモダーン部門で殿堂に迎え入れられた。
2014年5月25日、ALSの呼吸筋麻痺により死亡。長くALSと闘病しており誕生日まで後1ヶ月だった。59歳没。
死亡後マシューをリングマガジンが偉大なベストパンチャーベスト100の24位に選出した。

## 獲得タイトル
- NABF北米ライトヘビー級王座
- 第10代WBC世界ライトヘビー級王座（防衛8）